# 2011年夏季世界大学生运动会白俄罗斯代表团

白俄罗斯代表团旗帜

2011年夏季世界大学生运动会白俄罗斯代表团成员一共有60人。

## 奖牌榜
| 名次 | 代表团   | 金牌 | 银牌 | 铜牌 | 总数 |
| ---- | -------- | ---- | ---- | ---- | ---- |
| 19   | 白俄罗斯 | 3    | 4    | 6    | 13   |

## 奖牌获得者

### 金牌
1. 女子50米自由泳：艾丽卡桑德拉
2. 射击-男子50米步枪卧射：尤里-谢尔巴采维奇
3. 男子50米步枪卧射团体赛

### 银牌
1. 女子50米仰泳：阿里亚科桑德拉
2. 网球-男子双打：谢尔盖/布雷
3. 网球-男子团体
4. 网球-混合双打：斯维埃拉娜/贝利

### 铜牌
1. 女子100米仰泳：阿里卡桑德拉
2. 网球-男子单打：贝塔乌
3. 网球-男子单打：布里
4. 艺术体操-个人全能：恰卡斯娜-柳波芙
5. 艺术体操-个人单项球操：查理卡什亚娜
6. 艺术体操-个人单项带操：查理卡什亚娜